# Давлетов, Ахмет-Сагадат Гареевич
 Ахме́т Сагада́т-Гаре́евич Давле́тов (баш. Әхмәт Сәғәҙәтгәрәй улы Дәүләтов, 1898—1974) — советский хирург, доктор медицинских наук (1965), профессор (1965). Заслуженный деятель науки БАССР (1967), заслуженный врач РСФСР (1958) и БАССР (1948).

## Биография
Ахмет-Сагадат Гареевич Давлетов родился 20 августа 1898 года в деревне Новая Сафаровской волости Уфимского уезда Уфимской губернии (ныне Чишминского района Республики Башкортостан). В 1924 году Ахмет-Сагадат Давлетов окончил медицинский факультет Томского университета и начинает работать участковым врачом и хирургом в населенных пунктах Белорецкого района республики — Тирляне, Белорецке, Инзере и в других. После открытия в 1932 году Башкирского медицинского института, он становится ассистентом кафедры анатомии, а затем — общей хирургии. Ахмет-Сагадат Гареевич участвовал в Великой Отечественной войне сначала как ведущий хирург эвакуированных госпиталей в Уфе, а в 1942 году был назначен командиром, старшим хирургом медико-санитарного эскадрона 112-й Башкирской кавалерийской дивизии.
После окончания войны А. Г. Давлетов работал в Башкирском медицинском институте, а с 1951 года в течение почти двух десятилетий руководил кафедрой хирургии института. В основном его научные труды посвящены разработке способов хирургической помощи при заболевании желчного пузыря, изучению онкологической патологии толстого кишечника, также Давлетов предложил особый метод обработки рук хирурга и профилактики раневой инфекции с использованием слабых растворов соляной кислоты, способ применения плацентарной ткани для остановки кровотечения при повреждениях паренхиматозных органов и переломах трубчатых костей. Под руководством профессора было защищено 5 кандидатских и 3 докторские диссертации. Также А. Г. Давлетов является автором более 65 научных работ, монографии «Профилактика и лечение гнойно-инфицированных ран желудочным соком и соляной кислотой» и одним из составителей Русско-башкирско-латинского словаря медицинских терминов.
Ахмет-Сагадат Гареевич Давлетов умер 2 ноября 1974 года и был похоронен на мусульманском кладбище города Уфы.

## Награды
Награждён орденом Отечественной войны I степени (1945), Орденом Отечественной войны II степени (1944), орденом «Красная звезда» (1943), медалями «За оборону Сталинграда», «За освобождение Варшавы», «За взятие Берлина», «За победу над Германией», «50 лет Вооруженных Сил СССР».

## Память
- Постановлением № 172 от 12 мая 1995 года Кабинетом Министров Республики Башкортостан Профессиональному лицею № 10 города Уфы присвоено имя прославленного хирурга Ахмета Сагадат-Гареевича Давлетова[3].
- На доме по улице Пархоменко, 97, в Уфе, где жил Давлетов, в честь него была установлена мемориальная доска.